# ديفيد غيوتو
ديفيد غيوتو (بالإيطالية: Davide Ghiotto)‏ (ولد يوم 3 دجنبر 1993) متزلج سريع إيطالي. شارك بسباق 5000 متر رجال في الألعاب الأولمبية الشتوية 2018.

## روابط خارجية
- ديفيد غيوتو على موقع SpeedSkatingBase.eu (الإنجليزية)
- ديفيد غيوتو على موقع SpeedSkatingNews.info (الإنجليزية)
- ديفيد غيوتو على موقع SpeedSkatingStats.com (الإنجليزية)
- ديفيد غيوتو على موقع Rollerstory.net
- ديفيد غيوتو على موقع اللجنة الأولمبية الدولية (الإنجليزية)
- ديفيد غيوتو على موقع أوليمبيديا (الإنجليزية)
- ديفيد غيوتو على موقع اللجنة الأولمبية الإيطالية (الإيطالية)